# アマダス卿
『アマダス卿』 (英語: Sir Amadace) は中世イギリスの騎士道物語。フランス語の原作が発見されておらず、また推測もされていないという点で珍しい作品の一つである。『アマダスとイドイン』 (Amadas et Idoine) とは主人公の名前が共通しているが、これ以上の関連はない。

## 写本
この物語を収める二つの写本が発見されている。一つは15世紀後半の物とされるスコットランド国立図書館 MS Advocates 19.3.1 であり、もう一つは前者よりも少し時代を遡る15世紀中葉のテイラー MS 9 (アイルランドブラックバーン写本とも呼ばれる)である。二つの写本の両方ともが、『アマダス卿』の冒頭部分を欠いている。

## あらすじ
アマダス卿は度を越えた気前の良さのあまりに負債を膨らませてしまい、人々からの蔑みを恐れて家来らとともに旅に出る。
道中、卿は腐臭に満ちた礼拝堂の中で未亡人と出会い、この悪臭の源が彼女の夫であった商人の遺体であることを知る。
生前の借金が原因で埋葬を許されない商人を憐れんだ卿は、あろうことか全財産を投げうって借金を肩代わりし、更には埋葬の費用も受け持ってやるのだが、
この結果随行していた家来全員に暇を出さざるを得なくなる。
大いなる失意の中、卿は偶然に白衣の騎士と知り合う。卿の再起に協力することを約束する白衣の騎士はたった一つ、卿が財を成すことに成功した暁にはこれを騎士と山分けにすることを条件に出すのであった。
騎士の指示に従って、卿は王が娘婿を探すために開催していた馬上試合に参加すると見事に優勝して後継者として迎えられ、やがて姫との間に子を成した。
ところがあの白衣の騎士が再び卿の前に現れて、約束通りに姫と息子を切り分けて半分を自らに渡すよう要求する。
他の財産なら全てを差し上げるから、と容赦を乞う卿であったが、白衣の騎士にはこれを撤回する様子はない。
騒ぎを聞きつけた姫は自ら両断されることを望み、いよいよ覚悟を決めて卿は剣を振り上げる。
すると、これを白衣の騎士が制止して、自らの正体がアマダス卿が葬った商人の霊であったこと、その時の恩を返すために尽力したことを明かす。
こうして騎士は霞のように去り、一方の卿はかつての部下を呼び戻し、また後に岳父の後を継いで王ともなり、幸せに暮らしたという。

## 日本語訳
- 大槻博 『英国中世ロマンス』　1988年　旺史社
- 中世英国ロマンス研究会 『中世英国ロマンス集　第三集』「アマダス卿」(今井光規訳)　1993年　篠崎書林